# Ruillé-en-Champagne
Ruillé-en-Champagne település Franciaországban, Sarthe megyében. Lakosainak száma 301 fő (2022. január 1.). Ruillé-en-Champagne Amné, Épineu-le-Chevreuil, Chemiré-en-Charnie, Saint-Symphorien és Bernay-Neuvy-en-Champagne községekkel határos.

## Népesség
A település népessége az elmúlt években az alábbi módon változott:
| Lakosok száma | 346  | 355  | 352  | 322  | 306  | 302  | 297  | 291  | 301  |
|               | 2013 | 2015 | 2016 | 2017 | 2018 | 2019 | 2020 | 2021 | 2022 |